# Владимир Бесчастних
Владимир Евгениевич Бесчастних (на руски: Владимир Евгеньевич Бесчастных) е руски футболист и треньор. Дълго време е водещ голмайстор на националния отбор на Русия с 26 попадения.

## Кариера
Звездата му изгрява в Спартак Москва, където играе в два периода (1991 – 1994 и 2001 – 2002). За Спартак има 94 мача и 56 гола в шампионата на Русия. През 1992 дебютира и за националния отбор. През 1994 участва на световното в САЩ.
Печели 3 титли на страната със Спартак, като през сезон 1994 вкарва 10 гола в 13 срещи и на полусезона е привлечен от Вердер Бремен за 1,5 млн. евро. За целия сезон Владимир вкарва 10 гола и заедно с Марио Баслер и Андреас Херцог помагат на отбора да стане вицешампион. Ото Рехагел слага Бесчастних като титуляр, но след напускането на треньора, Владимир е закотвен на пейката. Той трудно намира място в стартовия състав и е близо до трансфер във Валенсия и Борусия Дортмунд, но Вердер отказват.
През 1996 участва на европейкото първенство. Запомнящ е голът му срещу Чехия от около 30 метра, но Русия отпада още в групите. Същата година Владимир отива в Расинг Сантандер, където играе до 2001 година. Има 139 мача и 28 гола в шампионата на Испания. Първите 2 сезона на Владимир в Расинг са много силни. Той вкарва по 10 попадения в тях. Със смяната на ръководството и треньорите, Бесчастних все по-рядко намира място в състава. През 2000/01 е изгонен, защото Расинг имат повече чужденци от допустимия брой.
През 2001 Бесчастних се завръща за две години в Спартак, като е и капитан на отбора. Същата година става и шампион на страната. През 2002 участва на световното в Япония и Южна Корея, като в квалификационния цикъл отбелязва 7 гола, като 5 от тях са с глава. На първенството вкарва 1 гол – срещу Белгия.
В началото на 2003 отива във Фенербахче, където изиграва 12 мача и има 1 гол. През 2003 се връща в шампионата на Русия с екипа на Кубан, а година по-късно играе за Динамо Москва, но не получава много шанс в звездната селекция на „синьо-белите“.
В периода 2005 – 2007 Бесчастних играе в по-долните дивизии с три различни клуба – Химки, Орел и Волга (Твер). От 2008 играе в казахстанския ФК Астана. За Астана има 21 мача и 4 гола. В края на 2008, Бесчастних разтрогва договора си с Астана. Имаше предложение от ФК Нижни Новгород, където треньор е бившият му съотборник във ФК Спартак Москва Иля Цимбилар, но трансферът пропада. След това решава да спре с футбола и започва треньорски курсове в Москва, като завършва академията с категория Б.
През 2009 записва мачове с екипа на Интер (Москва). Също така участва в демонстративни мачове за ветераните на Спартак, както и на „Купата на легендите“. От 2011 е треньор в школата на „Спартак“. През 2012 е в състава на Арсенал Тула в ЛФЛ,но не изиграва нито един мач.